# Élections cantonales bernoises de 2014
Les élections cantonales bernoises de 2014 ont lieu le 30 mars 2014 afin de renouveler pour quatre ans les membres du parlement et du gouvernement du canton suisse du Berne.

## Mode de scrutin

### Grand Conseil
Le Grand Conseil est élu tous les quatre ans au scrutin proportionnel plurinominal. 

### Conseil du Jura bernois
Les citoyens et citoyennes de l'arrondissement administratif du Jura bernois élisent le Conseil du Jura bernois au scrutin proportionnel. Les 24 sièges attribués pour une législature de quatre ans se répartissent de la manière suivante : 11 pour le district de Moutier, 10 pour celui de Courtelary et 3 pour celui de La Neuveville.
Cette élection découle de la Loi sur le statut particulier (LStP). 

### Conseil-exécutif
Les membres du Conseil-exécutif sont élus tous les quatre ans au scrutin majoritaire à deux tours.
Le canton de Berne étant bilingue : français et allemand, la constitution cantonale bernoise garantit un siège à un francophone au Conseil-exécutif. Le siège francophone est attribué selon un calcul spécifique appelé « moyenne géométrique », qui donne plus de poids aux suffrages exprimés dans le Jura bernois. Cette moyenne géométrique est la racine carrée du produit des suffrages exprimés dans le Jura bernois et des suffrages exprimés dans l’ensemble du canton. Ainsi, un candidat qui arrive premier dans le Jura bernois peut être élu même s'il arrive derrière le septième candidat ayant obtenu le plus de voix sur l'ensemble de canton et même si celui-ci atteint la majorité absolue, constituée de la moitié des bulletins valables plus un.

## Résultats

### Grand Conseil
|                           |                                               |                          |         |       |     |        |               |  |  |
| Parti                     | Parti                                         | Sigle                    | Voix    | %     | +/- | Sièges | +/-           |  |  |
|                           | Union démocratique du centre                  | UDC                      |         | 28,99 | 2,4 | 49     | 4             |  |  |
|                           | Parti socialiste                              | PS                       |         | 19,13 | 0,3 | 33     | 2             |  |  |
|                           | Parti bourgeois-démocratique                  | PBD                      |         | 11,19 | 4,8 | 14     | 11            |  |  |
|                           | Parti libéral-radical                         | PLR                      |         | 10,65 | 0,3 | 17     | en stagnation |  |  |
|                           | Les Verts                                     | PES                      |         | 9,78  | 0,3 | 15     | 1             |  |  |
|                           | Vert'libéraux                                 | PVL                      |         | 6,70  | 2,6 | 11     | 7             |  |  |
|                           | Parti évangélique                             | PEV                      |         | 6,44  | 0,5 | 12     | 2             |  |  |
|                           | Union démocratique fédérale                   | UDF                      |         | 4,06  | 0,3 | 5      | en stagnation |  |  |
|                           | Parti démocrate-chrétien                      | PDC                      |         | 0,75  | 0,4 | 0      | 1             |  |  |
|                           | Parti socialiste autonome du Jura Sud         | PSA                      |         | 0,67  | 0,4 | 3      | en stagnation |  |  |
|                           | Parti Vert Bernois - Alternative Démocratique | PVB                      |         | 0,23  | 0,2 | 1      | 1             |  |  |
| Total des voix            | Total des voix                                | Total des voix           | 226 720 | 100   |     |        |               |  |  |
|                           |                                               |                          |         |       |     |        |               |  |  |
| Votes valides             |                                               |                          |         |       |     |        |               |  |  |
| Votes blancs et invalides |                                               |                          |         |       |     |        |               |  |  |
| Total                     | Total                                         | Total                    |         | 100   | -   | 160    | en stagnation |  |  |
| Abstention                |                                               |                          |         |       |     |        |               |  |  |
| Inscrits / participation  | Inscrits / participation                      | Inscrits / participation | 723 638 | 32,10 |     |        |               |  |  |

### Conseil du Jura bernois
|                           | Union démocratique du centre          | UDC            |   | 25,32 | 1,9  | 8             | 1             |  |  |
|                           | Parti socialiste                      | PS             |   | 24,48 | 6,5  | 6             | 2             |  |  |
|                           | Parti libéral-radical                 | PLR            |   | 16,08 | 0,2  | 3             | en stagnation |  |  |
|                           | Parti socialiste autonome du Jura Sud | PSA            |   | 9,52  | 3,91 | 4             | en stagnation |  |  |
|                           | Les Verts                             | PES            |   | 9,60  | 4,2  | 1             | 1             |  |  |
|                           | Parti bourgeois-démocratique          | PBD            |   | 4,60  | 1    | 0             | 1             |  |  |
|                           | Parti évangélique                     | PEV            |   | 4,35  | 0,5  | 1             | en stagnation |  |  |
|                           | Vert'libéraux                         | PVL            |   | 4,18  | Nv.  | 0             | en stagnation |  |  |
|                           | Parti démocrate-chrétien              | PDC            |   | 3,38  | 0,6  | 1             | en stagnation |  |  |
|                           | Mouvement Libéral Jurassien           | MLJ            | 0 | 3,38  | 0,6  | en stagnation |               |  |  |
|                           | Union démocratique fédérale           | UDF            |   | 2,67  | 0,7  | 0             | en stagnation |  |  |
| Total des voix            | Total des voix                        | Total des voix |   | 100   |      |               |               |  |  |
|                           |                                       |                |   |       |      |               |               |  |  |
| Votes valides             |                                       |                |   |       |      |               |               |  |  |
| Votes blancs et invalides |                                       |                |   |       |      |               |               |  |  |
| Total                     | Total                                 | Total          |   | 100   | -    | 24            | en stagnation |  |  |
| Abstention                |                                       |                |   |       |      |               |               |  |  |
| Inscrits / participation  |                                       |                |   |       |      |               |               |  |  |

### Conseil-exécutif
Tous les membres du conseil-exécutif sortant sont réélus, et la gauche (PS, Les Verts) reste majoritaire. Philippe Perrenoud (PS) sauve son siège de justesse, malgré le fait qu'il ait été distancé par Manfred Buehler (UDC) en nombre de voix, grâce au mode de scrutin particulier prévoyant un siège obligatoire au conseil exécutif pour le Jura bernois, dont Philippe Perrenoud est justement issu.
| Candidats                | Candidats            | Partis | Premier tour | Premier tour |
| Candidats                | Candidats            | Partis | Voix         | Élu          |
| ------------------------ | -------------------- | ------ | ------------ | ------------ |
|                          | Beatrice Simon       | PBD    | 128 862      | Oui          |
|                          | Christoph Neuhaus    | UDC    | 119 509      | Oui          |
|                          | Bernhard Pulver      | PES    | 118 732      | Oui          |
|                          | Hans-Jürg Käser      | PLR    | 109 600      | Oui          |
|                          | Andreas Rickenbacher | PS     | 108 822      | Oui          |
|                          | Barbara Egger-Jenzer | PS     | 105 006      | Oui          |
|                          | Manfred Buehler      | UDC    | 94 957       | Non          |
|                          | Philippe Perrenoud   | PS     | 86 469       | Oui          |
|                          | Marc Jost            | PEV    | 59 848       | Non          |
|                          | Barbara Muehlheim    | PVL    | 46 606       | Non          |
|                          | Bruno Moser          | Ind    | 23 815       | Non          |
|                          | Josef Rothenfluh     | Ind    | 19 967       | Non          |
|                          |                      |        |              |              |
| Votes valides            |                      |        |              |              |
| Votes blancs             |                      |        |              |              |
| Votes nuls               |                      |        |              |              |
| Total                    |                      |        |              |              |
| Abstention               |                      |        |              |              |
| Inscrits / participation |                      |        |              |              |